# Michael Wolff (Philosoph)
Michael Wolff (* 13. September 1942 in Solingen) ist ein deutscher Philosoph.
Von 1982 bis 2007 lehrte er als Professor für Philosophie an der Universität Bielefeld. Verheiratet ist er seit 1978 mit der ehemaligen Bundesverfassungsrichterin Gertrude Lübbe-Wolff und hat mit ihr vier Kinder. Sein Vater war der Theologe und Professor für Altes Testament Hans Walter Wolff, seine Mutter die Wuppertaler Fabrikantentochter Annemarie Halstenbach. Sein Bruder ist der Musikwissenschaftler Christoph Wolff.

## Leben
Wolff studierte Philosophie und Klassische Philologie an den Universitäten Hamburg (u. a. bei Günther Patzig, Erhard Scheibe, Carl Friedrich von Weizsäcker und Wolfgang Wieland) und Marburg (bei Julius Ebbinghaus, Klaus Reich und Wolfgang Wieland). Er wurde 1968 in Marburg mit einer Dissertation über den alexandrinischen Aristoteles-Kommentator Johannes Philoponus promoviert. 1970–73 war er Stipendiat der Deutschen Forschungsgemeinschaft in London und Berlin, 1974 Gastdozent an der Technischen Hochschule Darmstadt. 1974–75 arbeitete er als Wissenschaftlicher Mitarbeiter am Max-Planck-Institut zur Erforschung der Lebensbedingungen der wissenschaftlich-technischen Welt in Starnberg, 1975–82 als Lehrstuhlvertreter und Dozent für Philosophie an der Universität Bielefeld. Dort habilitierte er sich 1978 mit einer Untersuchung über die Entstehungsgeschichte der klassischen Mechanik (Impetustheorie). 1979–80 war er Gastdozent am Institut für Philosophie der Universität Marburg. Einen Ruf auf eine Professur für Philosophie an der Universität Münster lehnte er 1995 ab.
Die Forschungsgebiete von Wolff sind Wissenschaftsphilosophie, Philosophie der Mathematik, Syllogistik im Verhältnis zu modernen Logiksystemen, Moralphilosophie (Rechtsphilosophie und Ethik) und die Philosophie des Geistes, mit den historischen Schwerpunkten
Aristoteles, Immanuel Kant und Georg Wilhelm Friedrich Hegel.

## Werk
Michael Wolff legt in seinen eigenen Arbeiten sowie in der Lehre größten Wert auf Genauigkeit. Er versteht das Verfertigen eines Kommentars (wie in seinem Buch zu Hegel) als eine grundlegende philosophische Technik. Einige von Wolffs Arbeiten sind auch in englischer, italienischer, japanischer, koreanischer, kroatischer, tschechischer und russischer Übersetzung erschienen.
In seinem 1995 erschienenen Buch Die Vollständigkeit der kantischen Urteilstafel rekonstruiert Wolff Kants Beweis für die Vollständigkeit der in dieser Tafel aufgezählten logischen Urteilsformen in kritischer Auseinandersetzung mit Klaus Reich, Lorenz Krüger und Reinhard Brandt. Ein Essay über Freges Begriffsschrift von 1879 ist diesem Buch angehängt. In ihm zeigt Wolff, auf welchen Missverständnissen Freges Ablehnung der kantischen Urteilstafel beruht.
Aus Wolffs Kritik an Frege ist die Idee zu seiner Abhandlung über die Prinzipien der Logik hervorgegangen, die in erster Auflage 2005 und in zweiter Auflage (ergänzt um eine Rekonstruktion der aristotelischen Syllogistik einschließlich der Modalsyllogistik) 2009 erschienen ist. In ihr gibt Wolff seine frühere Ansicht auf, Freges Logik-System sei inkommensurabel (s. Inkommensurabilität (Wissenschaftstheorie)) mit dem, was Kant unter allgemeiner Logik verstand.
Im ersten ('analytisch' genannten) Teil dieser Abhandlung wird (durch Anwendung von Sprachanalyse auf formale Sprachen) eine in den formalen Sprachen der modernen Systeme der deduktiven Logik übersetzbare logische Universalsprache entwickelt. Diese unterscheidet sich von der formalen (herkömmlichen) Sprache der Syllogistik dadurch, dass sie nicht bloß Begriffs- und Urteilsvariablen, sondern auch eine beliebig vergrößerbare Menge deskriptiver Ausdrücke enthält, die (wie Begriffsvariable) die Stelle des logischen Prädikats oder logischen Subjekts in Urteilen vertreten können. Diese deskriptiven Ausdrücke sind teils Begriffskonstanten (wie z. B. ζa = 'Gegenstand namens a'), teils um Funktionsausdrücke der Form ('v) Φ (v). In ('v) Φ (v) vertritt der metasprachliche Ausdruck Φ (t) einen beliebigen (n-stelligen) elementaren oder zusammengesetzten quantifizierbaren Funktionsausdruck mit genau einer Leerstelle, d. h. genau einer freien Variablen v. Wird v in Φ (v) durch das Präfix '('v)' gebunden, verwandelt sich der Funktionsausdruck Φ (v) in einen Ausdruck, der die Stelle eines Begriffs (d. h. eines logischen Prädikats) in Urteilen vertreten kann. Diese Verwandlung entspricht der Verwandlung eines grammatischen Prädikats der Form 'ist ein α' in ein logisches Prädikat α. In der logischen Universalsprache kommen als logische Konstanten ausschließlich Ausdrücke der Syllogistik in Betracht, nämlich Ausdrücke logischer Begriffs- und Urteilsbeziehungen. Diese werden durchgängig als nicht-wahrheitsfunktionale Ausdrücke verstanden (s. Wahrheitswertefunktion). Die Syllogistik der Analytica priora des Aristoteles wird in Wolffs Abhandlung als durchgängig nicht-wahrheitsfunktionales System rekonstruiert. Dagegen wird der Gebrauch aussagenlogischer Konstanten und Quantoren im (Fregeschen) System der sogenannten klassischen ('begriffsschriftlichen') Prädikatenlogik so verstanden, dass er ausnahmslos zur Abkürzung komplexer Ausdrücke der logischen Universalsprache dient. Elementare logische Beziehungen lassen sich in diesem System gar nicht wiedergeben.
Im zweiten ('synthetisch' genannten) Teil von Wolffs Abhandlung werden zunächst streng allgemeingültige und in der logischen Universalsprache ausdrückbare Grundregeln aufgestellt, nach denen (unmittelbare) Folgerungen, (mittelbare) Schlüsse und Kettenschlüsse stattfinden. Die strenge Allgemeingültigkeit dieser Regeln beruht unmittelbar auf der Bedeutung, die den logischen Konstanten, die jeweils in ihnen vorkommen, durch geeignete Gebrauchsdefinitionen zugewiesen wird. Diese Regeln entsprechen teils den Grundregeln der kategorischen und nicht-kategorischen Syllogistik (einschließlich der Modalsyllogistik), teils den seit der Antike bekannten meta-syllogistischen Ableitungsregeln, nach denen aus Grundregeln andere Regeln ableitbar sind. Nach Aufstellung syllogistischer bzw. metasyllogistischer Grund- und Ableitungsregeln wird gezeigt, wie sich die aristotelische Syllogistik auf der Grundlage dieser Regeln ohne Rest widerspruchsfrei rekonstruieren lässt. Anschließend wird im zweiten Teil bewiesen, dass mit Hilfe meta-syllogistischer Ableitungsregeln auch das (von Frege in seiner Begriffsschrift erstmals entwickelte) System axiomatischer Grundsätze und Ableitungsregeln der klassischen Prädikatenlogik aus syllogistischen Grundregeln genau dann ableitbar ist, wenn man zusätzlich zu diesen vier elementare Regeln als gültig deklariert, die sich zwar in der logischen Universalsprache ausdrücken lassen, aber nicht allgemeingültig sind, weil ihre Gültigkeit nicht auf der Bedeutung der in ihnen vorkommenden logischen Konstanten beruht. Die Kommensurabilität von Syllogistik und klassischer Prädikatenlogik ist damit erwiesen. Auch von den Systemen der nicht-klassischen Prädikatenlogik (den intuitionistischen, relevanzlogischen und freien Logiken) wird gezeigt, dass sie aus syllogistischen Regeln dann ableitbar sind, wenn man zusätzlich zu diesen solche Regeln als gültig voraussetzt, die zwar in der logischen Universalsprache ausdrückbar, aber nicht wie die syllogistischen Regeln allgemeingültig sind. Da in der logischen Universalsprache nur syllogistische Ausdrücke als logische Konstanten vorkommen, bleibt Kants Tafel logischer Urteilsformen auch für die modernen Systeme der deduktiven Logik gültig. Denn diese enthalten ausnahmslos einen gemeinsamen Kern streng allgemeingültiger Regeln und unterscheiden sich nur dadurch voneinander, dass sie außerhalb dieses Kerns noch unterschiedliche Regeln voraussetzen, die nicht streng allgemeingültig sind.
Wolff hat 2006 eine Einführung in die Logik veröffentlicht, die auf Grundgedanken seiner Abhandlung von 2004 aufbaut. Dieses Buch erklärt, welche grundlegenden logischen Regeln es sind, die in modernen Systemen der deduktiven Logik stillschweigend als allgemeingültig vorausgesetzt werden. Dadurch unterscheidet es sich von gleichnamigen modernen Einführungen: Diese gebrauchen in ihrem Titel den bestimmten Artikel, obwohl sie es fast immer nur mit Wahrheitsfunktionen und sogenannter klassischer Prädikatenlogik zu tun haben und allenfalls auch mal einen spärlichen Seitenblick auf sogenannte nicht-klassische Systeme werfen, der Syllogistik aber (wenn überhaupt) nur ein historisches Interesse zubilligen. Wolffs Einführung in die Logik ist allerdings kein Übungsbuch, sondern eine logische Propädeutik, die genau erklärt, auf welchen Elementen alles logische Schließen und Folgern beruht.

## Publikation (Auswahl)
Monographien
- Essay on the Principles of Logic. A Defense of Logical Monism. Translated by W. Clark Wolf. Berlin / Boston: De Gruyter 2023, ISBN 978-3-11-078486-2
- Abhandlung über die Prinzipien der Logik. Eine Verteidigung des logischen Monismus. Dritte, überarbeitete Auflage, Frankfurt a. M.: Klostermann, 2023, ISBN 978-3-465-04615-8
- Einführung in die Logik. C. H. Beck Verlag, 2006, ISBN 978-3-406-54745-4
- Die Vollständigkeit der kantischen Urteilstafel. Mit einem Essay über Freges 'Begriffsschrift'. Frankfurt a. M.: Klostermann 1995, ISBN 3-465-02811-2
- Das Körper-Seele-Problem. Kommentar zu Hegel, Enzyklopädie (1830) § 389. Frankfurt a. M.: Klostermann 1992, ISBN 3-465-02509-1[5]
- Der Begriff des Widerspruchs. Eine Studie zur Dialektik Kants und Hegels. Mit einem Nachwort versehene dritte, durchgesehene Ausgabe. Berlin: Eule der Minerva Verlag 2017, ISBN 978-3-943334-08-1
- Geschichte der Impetustheorie. Untersuchungen zum Ursprung der klassischen Mechanik. Frankfurt: Suhrkamp, 1978, ISBN 3-518-07146-7.
- Fallgesetz und Massebegriff. Zwei wissenschaftshistorische Untersuchungen zur Kosmologie des Johannes Philoponus. Berlin: De Gruyter, 1971. ISBN 978-3-110-06428-5

Aufsatz
- "Viele Logiken – Eine Vernunft. Warum der Logische Pluralismus ein Irrtum ist." In: Methodus. International Journal for Modern Philosophy 7 (2013), 73–128.